# Neil Jenkins
Pour les articles homonymes, voir Jenkins.

a Compétitions nationales et continentales officielles uniquement.

b Matchs officiels uniquement.
Dernière mise à jour le 17 mai 2015.
Neil Roger Jenkins, né le 8 juillet 1971 à Church Village, est un joueur de rugby à XV gallois, évoluant principalement au poste de demi d'ouverture mais aussi au centre ou à l'arrière.
Il reste dans l'histoire du rugby gallois grâce à ses qualités de buteur et de jeu au pied, qui en font le troisième meilleur réalisateur de l'histoire du rugby mondial (après Dan Carter et Jonny Wilkinson). Et ce, bien qu'il ne soit pas toujours le buteur désigné. Il détient le record de sélections pour le pays de Galles avant d'être dépassé par Gareth Llewellyn. Il détient toujours le record du nombre de matchs disputés en tant que demi d'ouverture.

## Carrière de joueur
Neil Jenkins joue pour la première fois pour les Gallois en 1991 lors du Tournoi des Cinq Nations mais n'est pas sélectionné pour la Coupe du monde l'automne suivant. Il est positionné au poste de centre lors des premiers matchs du Tournoi 1992 et retrouve sa place d'ouvreur pour le dernier match contre Écosse. En 1994, il remporte le Tournoi des Cinq Nations qui échappe à son pays depuis 1988. Mais ce bon résultat est suivi par une déroute l'année suivante : cuillère de bois dans le Tournoi et élimination lors du premier tour de la coupe du monde. Il est alors remplacé au poste d'ouvreur par Arwel Thomas lors du Tournoi 1996 mais les résultats de l'équipe du pays de Galles ne sont pas meilleurs et, après trois défaites en autant de rencontres, Neil Jenkins retrouve sa place pour la dernière rencontre face à la France et le pays de Galles l'emporte 16 à 15.
En 1997, il participe à la tournée des Lions britanniques en Afrique du Sud, série victorieuse à laquelle il apporte sa part en marquant cinq pénalités lors du deuxième test, permettant aux Lions de battre les Springboks 18 à 15. Puis, lors de la coupe du monde de 1999, il dépasse le record de 911 points de l'Australien Michael Lynagh et devient alors le meilleur réalisateur de l'histoire. Il franchira la barre des 1 000 points contre l'Angleterre lors de la saison 2001 pour atteindre le total de 1 049 à la fin de sa carrière. Entre-temps, il participe à une nouvelle tournée avec les Lions en Australie en 2001, tournée au cours de laquelle il obtient une quatrième sélection en rentrant en jeu lors du deuxième match, alors que le poste de demi d'ouverture est dévolu au jeune Anglais Jonny Wilkinson, qui battra en mars 2008 son record de points marqués en matchs internationaux,.
Le 17 mars 2001, la France s'incline 35-43 au stade de France, Neil Jenkins marque un essai, deux drops, trois pénalités et quatre transformations pour une performance « magique » selon son entraîneur Graham Henry. 

## Palmarès
Neil Jenkins a participé à deux Coupes du monde, avec une élimination en phase de poule en Coupe du monde de rugby à XV 1995 et une place de quart de finaliste en 1999. Il a remporté un Tournoi en 1994. Il remporte avec les Lions la série en 1997 en Afrique du Sud.

### Tournoi des Cinq Nations
| Édition                       | Rang | Résultats Galles | Résultats Jenkins | Matchs Jenkins |
| ----------------------------- | ---- | ---------------- | ----------------- | -------------- |
| Tournoi des Cinq Nations 1991 | 5    | 0 v, 1 n, 3 d    | 0 v, 1 n, 3 d     | 4/4            |
| Tournoi des Cinq Nations 1992 | 4    | 2 v, 0 n, 2 d    | 2 v, 0 n, 2 d     | 4/4            |
| Tournoi des Cinq Nations 1993 | 5    | 1 v, 0 n, 3 d    | 1 v, 0 n, 3 d     | 4/4            |
| Tournoi des Cinq Nations 1994 | 1    | 3 v, 0 n, 1 d    | 3 v, 0 n, 1 d     | 4/4            |
| Tournoi des Cinq Nations 1995 | 5    | 0 v, 0 n, 4 d    | 0 v, 0 n, 4 d     | 4/4            |
| Tournoi des Cinq Nations 1996 | 4    | 1 v, 0 n, 3 d    | 1 v, 0 n, 0 d     | 1/4            |
| Tournoi des Cinq Nations 1997 | 3    | 1 v, 0 n, 3 d    | 1 v, 0 n, 3 d     | 4/4            |
| Tournoi des Cinq Nations 1998 | 3    | 2 v, 0 n, 2 d    | 2 v, 0 n, 2 d     | 4/4            |
| Tournoi des Cinq Nations 1999 | 3    | 2 v, 0 n, 2 d    | 2 v, 0 n, 2 d     | 4/4            |
| Tournoi des Six Nations 2000  | 4    | 3 v, 0 n, 2 d    | 2 v, 0 n, 2 d     | 4/5            |
| Tournoi des Six Nations 2001  | 4    | 2 v, 1 n, 2 d    | 2 v, 1 n, 1 d     | 4/5            |

Légende : v = victoire ; n = match nul ; d = défaite ; la ligne est en gras quand il y a Grand Chelem.

### Coupe du monde
| Édition             | Rang               | Résultats pays | Résultats Jenkins | Matchs Jenkins |
| ------------------- | ------------------ | -------------- | ----------------- | -------------- |
| Afrique du Sud 1995 | 3e de poule C      | 1 v, 0 n, 2 d  | 1 v, 0 n, 2 d     | 3/3            |
| Royaume-Uni 1999    | Quart de finaliste | 2 v, 0 n, 2 d  | 2 v, 0 n, 2 d     | 4/4            |

## Statistiques

### En équipe nationale
De 1991 à 2002, Neil Jenkins dispute 87 matchs avec le pays de Galles au cours desquels il marque 11 essais, 130 transformations, 10 drops et 235 pénalités (1 049 points). Il participe notamment à onze Tournois des Cinq/Six Nations consécutifs et à deux Coupes du monde (1995 et 1999). Il remporte un Tournoi en 1994. Il dispute sept rencontres de Coupe du monde en deux participations soit l'ensemble des rencontres disputées par son équipe nationale.
Neil Jenkins a battu une quantité de records et affolé les statistiques. Il débute en équipe nationale à 19 ans et demi le 19 janvier 1991. S'il n'est pas retenu pour la Coupe du monde de rugby à XV 1991, il dispute les Tournois des Cinq Nations 1991, 1992 et 1993 avant de devenir titulaire jusqu'à juin 2001. Il n'est plus sélectionné fin 2002.

### Avec les Lions britanniques
Neil Jenkins participe à deux tournées avec l'équipe des Lions britanniques et irlandais, en 1997 et 2001, marquant 142 points en douze matchs. En particulier, il dispute quatre test matchs au cours desquels il marque 41 points : trois rencontres contre l'Afrique du Sud en 1997, une contre l'Australie en 2001.
En 1997, il marque 41 des 59 points de son équipe lors des trois test matchs disputés et apporte une forte contribution à la victoire finale des Lions, la première en tournée depuis 1974. En 2001, il est remplaçant au poste de demi d'ouverture, le premier choix est Jonny Wilkinson.

### Records

#### Records personnels
Ce tableau détaille les records personnels de Neil Jenkins en sélections nationales.
| Type                                                        | Score               | Compétition                                          | Lieu                                               | Date              |
| ----------------------------------------------------------- | ------------------- | ---------------------------------------------------- | -------------------------------------------------- | ----------------- |
| nombre de points en sélection nationale                     | 1 090 (1 049 et 41) | Sélection nationale Pays de Galles et Lions          | Racecourse Ground (Wrexham - Pays de Galles)       | 1er novembre 2002 |
| nombre de sélections nationales                             | 91 (87 et 4)        | Sélection nationale Pays de Galles et Lions          | Racecourse Ground (Wrexham - pays de Galles)       | 1er novembre 2002 |
| nombre de points en une année civile de sélection nationale | 263                 | Sélection nationale Pays de Galles                   | Millennium Stadium (Cardiff - pays de Galles)      | 23 octobre 1999   |
| nombre de points en un match de sélection nationale         | 30                  | Sélection nationale Italie - Pays de Galles          | Stadio Comunale di Monigo (Trévise - Italie)       | 20 mars 1999      |
| nombre de points en Coupe du monde                          | 98                  | Coupe du monde Pays de Galles                        | Millennium Stadium (Cardiff - pays de Galles)      | 20 mars 1999      |
| nombre de points en une Coupe du monde                      | 57                  | Coupe du monde 1999 Pays de Galles                   | Millennium Stadium (Cardiff - pays de Galles)      | 23 octobre 1999   |
| nombre de points dans un match de Coupe du monde            | 22                  | Coupe du monde 1995 Pays de Galles – Japon           | Free State Stadium (Bloemfontein - Afrique du Sud) | 27 mai 1995       |
| nombre de points en Tournoi des Six Nations                 | 406                 | Tournoi des Six Nations Pays de Galles               | Stadio Flaminio (Rome - Italie)                    | 8 avril 2001      |
| nombre de points dans un Tournoi des Six Nations            | 74                  | Tournoi des Six Nations 2001 Pays de Galles          | Stadio Flaminio (Rome - Italie)                    | 8 avril 2001      |
| nombre de points dans un match de Tournoi des Six Nations   | 28                  | Tournoi des Six Nations 2001 France – Pays de Galles | Stade de France (Saint-Denis - France)             | 17 mars 2001      |

#### Records du monde battus
Ce tableau détaille les records du monde individuels battus par Neil Jenkins au cours de sa carrière en sélections nationales. Pour chaque record, ne sont présents que le premier et le dernier en date.
| Type                                                          | Score              | Compétition                                 | Lieu                                          | Date              |
| ------------------------------------------------------------- | ------------------ | ------------------------------------------- | --------------------------------------------- | ----------------- |
| plus grand marqueur de points en sélection nationale          | 927 (886 et 41)    | Sélection nationale Pays de Galles et Lions | Millennium Stadium (Cardiff - pays de Galles) | 14 octobre 1999   |
| plus grand marqueur de points en sélection nationale          | 1 090 (1049 et 41) | Sélection nationale Pays de Galles et Lions | Racecourse Ground (Wrexham - Pays de Galles)  | 1er novembre 2002 |
| plus grand marqueur de points dans le Tournoi des Six Nations | 314                | Tournoi des Six Nations Pays de Galles      | Millennium Stadium (Cardiff - pays de Galles) | 19 février 2000   |
| plus grand marqueur de points dans le Tournoi des Six Nations | 406                | Tournoi des Six Nations Pays de Galles      | Stadio Flaminio (Rome - Italie)               | 8 avril 2001      |
| nombre de points en une année civile de sélection nationale   | 181                | Sélection nationale Pays de Galles          | Millennium Stadium (Cardiff - pays de Galles) | 26 novembre 1994  |
| nombre de points en une année civile de sélection nationale   | 263                | Sélection nationale Pays de Galles          | Millennium Stadium (Cardiff - pays de Galles) | 23 octobre 1999   |

## Reconversion

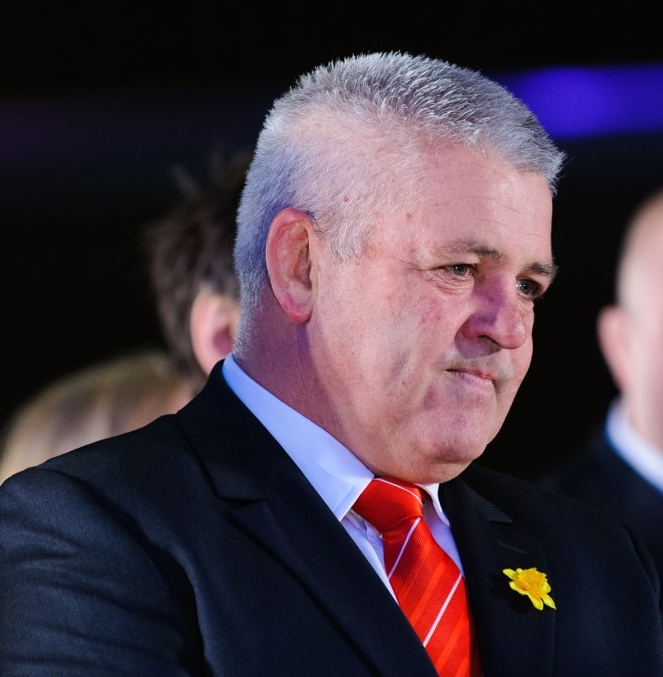
Warren Gatland, avec le pays de Galles en 2012, est secondé par Neil Jenkins avec l'équipe nationale pour l'entraînement des buteurs.

Neil Jenkins est engagé sous contrat par la Welsh Rugby Union (WRU) depuis 2004 pour ses compétences de buteur. Il collabore avec les nouvelles Académies de la WRU dans l'enseignement de la science du tir au but pour former les nouvelles générations de joueurs gallois de rugby à XV,
À partir de 2006, il fait partie de l'encadrement de l'équipe du pays de Galles de rugby à XV pour accompagner les buteurs. Il travaille d'abord avec Gareth Jenkins avant de continuer avec Warren Gatland.
En 2009 et 2013, il est engagé pour entraîner les buteurs avec l'équipe des Lions britanniques et irlandais en tournée,.